# Aespa
För musikgruppen, se Aespa (musikgrupp).
Aespa är en ort i Estland. Den ligger i Kohila kommun och landskapet Raplamaa, i den västra delen av landet, 27 km söder om huvudstaden Tallinn. Aespa ligger 61 meter över havet och antalet invånare är 189.
Terrängen runt Aespa är platt. Runt Aespa är det ganska tätbefolkat, med 108 invånare per kvadratkilometer. Närmaste större samhälle är Kohila, 6,4 km sydost om Aespa. I omgivningarna runt Aespa växer i huvudsak blandskog.